# Facundo Vigo
Facundo Vigo, vollständiger Name Facundo Vigo González, (* 22. Mai 1999 in Pando) ist ein uruguayischer Fußballspieler.

## Karriere
Offensivakteur Vigo spielt im Jugendfußball mindestens seit 2012 bei River Plate Montevideo in Montevideo. Bis ins Jahr 2013 gehörte er der Mannschaft in der Septima División an. 2014 war er im Team der Sexta División aktiv. Über die U-16 im Folgejahr führte sein Weg 2015 zur Erstligamannschaft. Dort debütierte er als 16-Jähriger in der Apertura 2015 beim 4:0-Heimsieg gegen Villa Teresa am 5. Dezember 2015 in der Primera División, als er von Trainer Juan Ramón Carrasco in der 67. Spielminute für Fernando Gorriarán eingewechselt wurde. In der Saison 2015/16 bestritt er zwei Erstligabegegnungen (kein Tor).